# 皇清经解
《皇清經解》，又名《學海堂經解》，為兩廣總督阮元（1764年 - 1849年）所輯，收七十三家，記書一百八十八種，凡一千四百卷。此書是匯集儒家經學經解之大成，是對乾嘉學術的一次全面總結。後由夏修恕、阮福等編輯、校勘、監刻、出版，道光九年九月，全书辑刻完毕，未曾分类，只“以人之先后为次序，不以书为次序”。咸豐七年（1857年）九月，英法聯軍入侵廣東，書版過半毀於戰火。咸豐十年（1861年），兩廣總督勞崇光等人捐資補刻，增刻冯登府著作七种，计八卷，即“咸豐庚申補刊本”。
光绪初年，陶治元编《皇清经解敬修堂编目》十六卷，“依经为序，于各经逐句标明卷页数。或有一句之义散见于数处者，一一摘出，统注于此句下。”。王先謙（1842年 - 1917年）仿《皇清經解》體例，又續作《皇清經解續編》，共一千四百三十卷。